# 게오르기 퍼르바노프
게오르기 세데프초프 퍼르바노프(불가리아어: Георги Седефчов Първанов, 문화어: 게오르기 뻐르바노브, 1942년 6월 28일~)는 불가리아의 정치가이자 전 대통령이다.
1981년 소피아 대학교를 졸업하였고, 1988년 역사학으로 박사 학위를 취득하였다. 1981년에 불가리아 공산당(BCP)의 당원이 되었으며, 같은 해에 불가리아 공산당 부설 역사 연구소에서 불가리아의 민족 문제와 사회, 민주주의 기원에 관한 문제를 연구하였다. 공산주의 정권 붕괴 이후인 1992년부터 1996년까지 불가리아 사회당 최고 회의 부속 역사정치학 연구 센터장을 지냈고, 2001년부터 불가리아 인터넷 협회에서 근무하였다.
2001년 대선에서 불가리아 사회당 소속으로 압도적인 지지를 받아 대통령에 당선되었고, 2006년 10월 선거에서 또 다시 대통령에 당선되어 2012년 1월까지 재임했다.

## 역대 선거 결과
| 선거명      | 직책명            | 대수 | 정당            | 1차 득표율 | 1차 득표수  | 2차 득표율 | 2차 득표수  | 결과 | 당락 |
| ----------- | ----------------- | ---- | --------------- | ---------- | ----------- | ---------- | ----------- | ---- | ---- |
| 2001년 선거 | 불가리아의 대통령 | 4대  | 불가리아 사회당 | 36.39%     | 1,032,665표 | 54.13%     | 2,043,443표 | 1위  |      |
| 2006년 선거 | 불가리아의 대통령 | 4대  | 불가리아 사회당 | 64.05%     | 1,780,119표 | 75.95%     | 2,050,488표 | 1위  |      |